# Donald Frederick Steiner
Donald Frederick Steiner (Lima, Ohio, 15 de julho de 1930 – Chicago, 11 de novembro de 2014) foi um bioquímico estadunidense, professor da Universidade de Chicago.

## Prêmios
- 1971 Prêmio Internacional da Fundação Gairdner
- 1976 Medalha Banting
- 1979 Prêmio Passano
- 1984/5 Prêmio Wolf de Medicina